# 格奧爾吉耶夫卡 (扎波羅熱州)
46°37′58″N 35°36′15″E / 46.63278°N 35.60417°E
赫奥尔希伊夫卡（烏克蘭語：Георгіївка），或按俄语名译为格奧爾吉耶夫卡，是位於烏克蘭東南部的村莊，由扎波羅熱州梅利托波爾區的亞歷山德里夫卡市鎮負責管轄。該村處於阿克喬克拉克河畔，距離迪夫寧斯凱1.5公里，始建於1863年，面積1.2平方公里，海拔高度9米，2001年人口446。